# Les « Ô » en Espagne
 (octobre 2022).
Si vous disposez d'ouvrages ou d'articles de référence ou si vous connaissez des sites web de qualité traitant du thème abordé ici, merci de compléter l'article en donnant les références utiles à sa vérifiabilité et en les liant à la section « Notes et références ».
La fête de l'« Ô », fête de l'expectation, ou fête de l'Attente de l'Enfantement de la Sainte Vierge, était une festivité espagnole célébrée le 17 et 18 décembre, dont l'origine remonte au dixième Concile de Tolède en 656. Son nom provient des grandes antiennes « Ô » de l'Avent.

## Origine

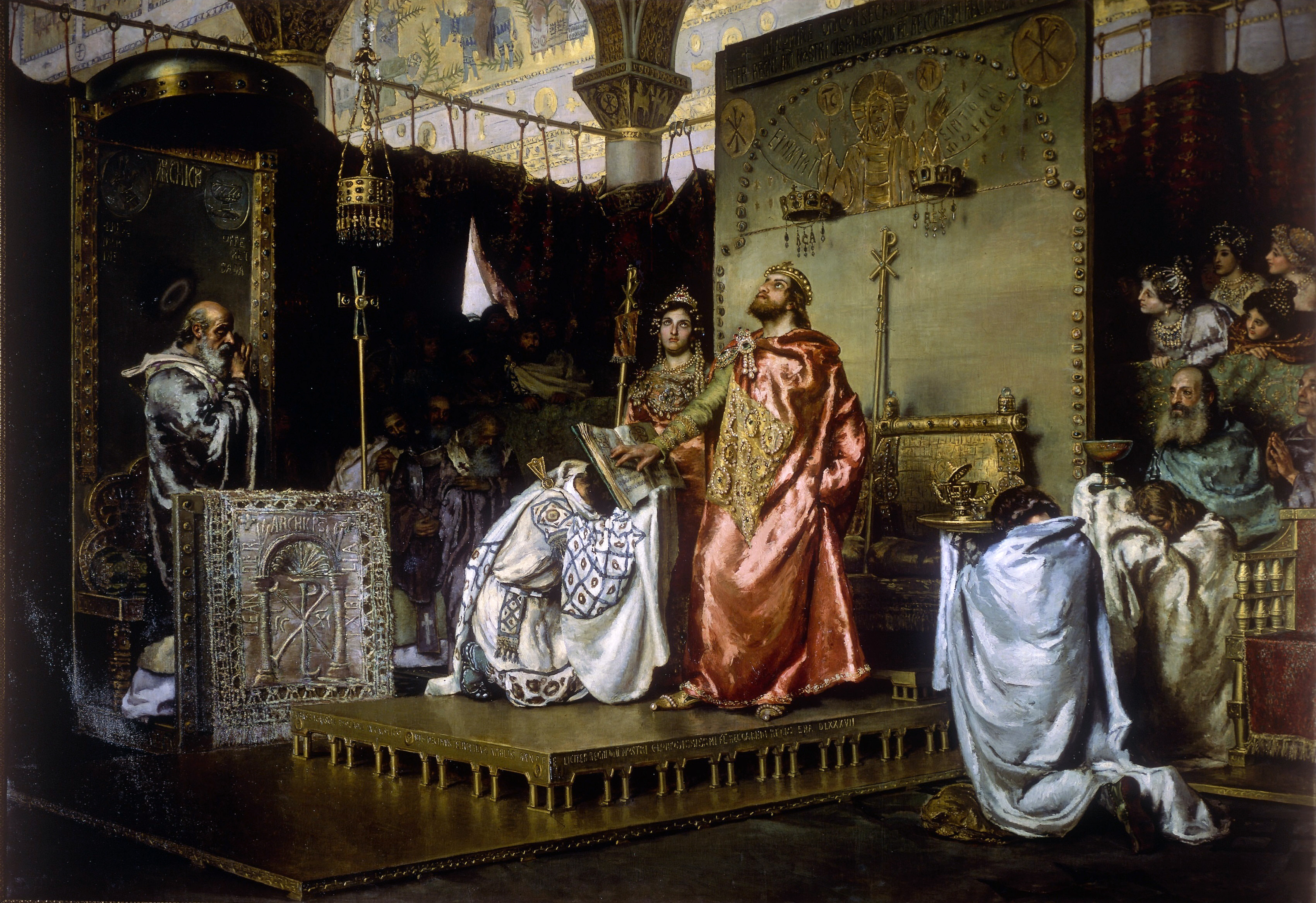
La conversion du roi Récarède (Muñoz Degrain, Senate Palace, Madrid)

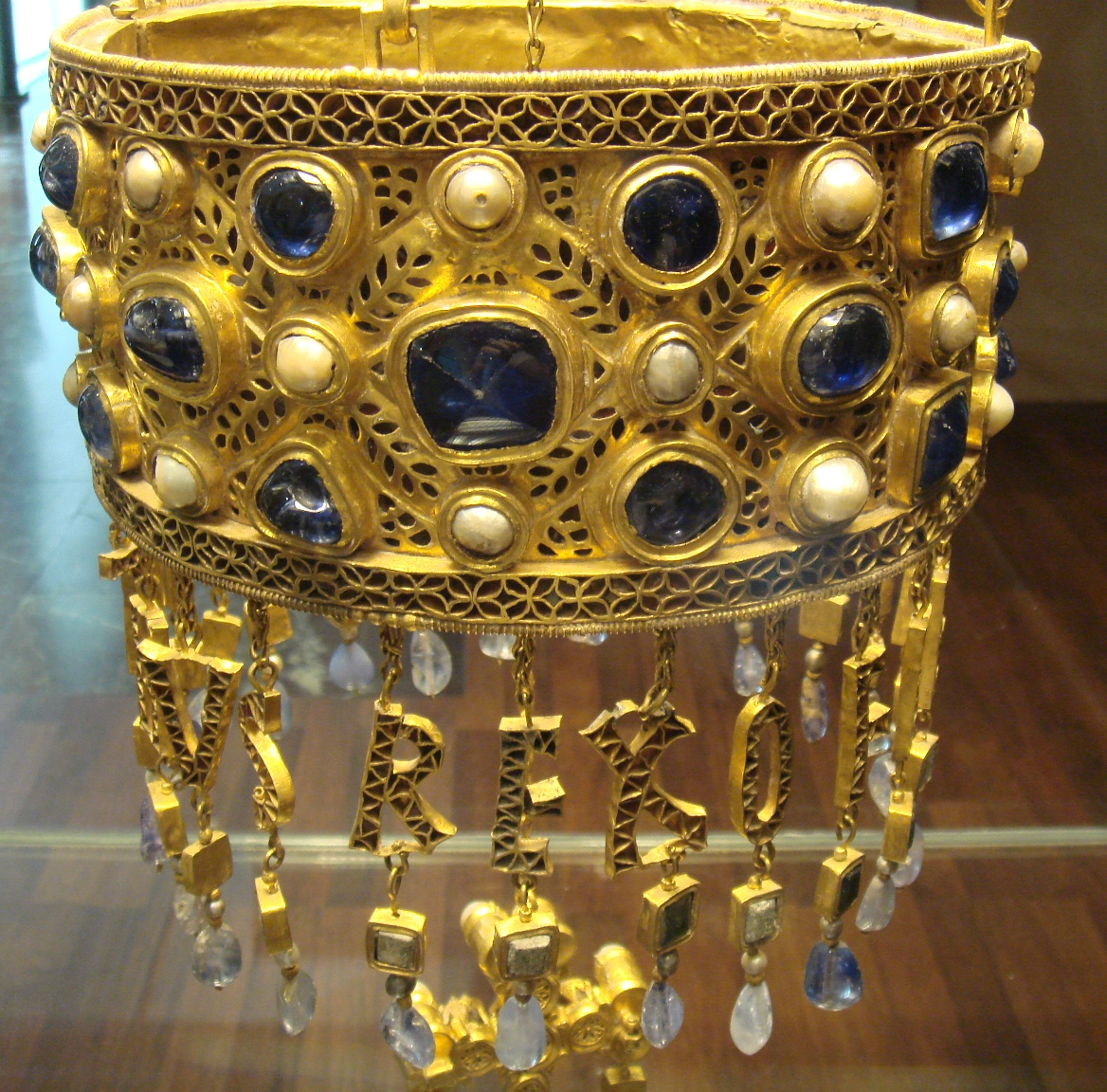
La couronne du roi wisigoth Réceswinthe comportant suspendues les lettres du mot latin « REX », roi.

Récarède, héritier du royaume wisigoth et roi de 586 à 601, fut converti au catholicisme en 587 par Léandre de Séville, et il imposa cette religion à tous ses sujets au cours du IIIe concile de Tolède de 589,.
La fête de l'Attente tire son origine du dixième concile de Tolède qui eut lieu peu après, en 656 : pour éviter que l'Annonciation (25 mars) ne tombe pendant le Carême, les évêques décident de la déplacer huit jours avant Noël.Plus tard, la fête de l'Attente fêtée le 18 décembre pris le nom de fête de l'O, du nom des antiennes O.On ne trouve les antiennes O dans aucun manuscrit wisigoth.

## La Couronne des Antiennes O
Elles furent répandues sous le nom de « Couronne des Antiennes Ô »  par Simon de Rojas et l'Ordre des Trinitaires   en Espagne (de la Rédemption des Captifs) ainsi que la fête de l'Expectation (de l'Attente ou de l'Espérance), instituée par Ildefonse de Tolède. Cette dévotion s'étendit de l'Espagne au Portugal puis en Amérique latine, ainsi que la grande fête de la Expectación de Nuestra Señora. Une congrégation leur fut dédiée au Pérou en la « Chapelle Notre-Dame de l'O » de Saint Pierre et Paul de Lima sous l'influence des Jésuites, la Congrégation « Mariana de Nuestra Señora de la « O ».

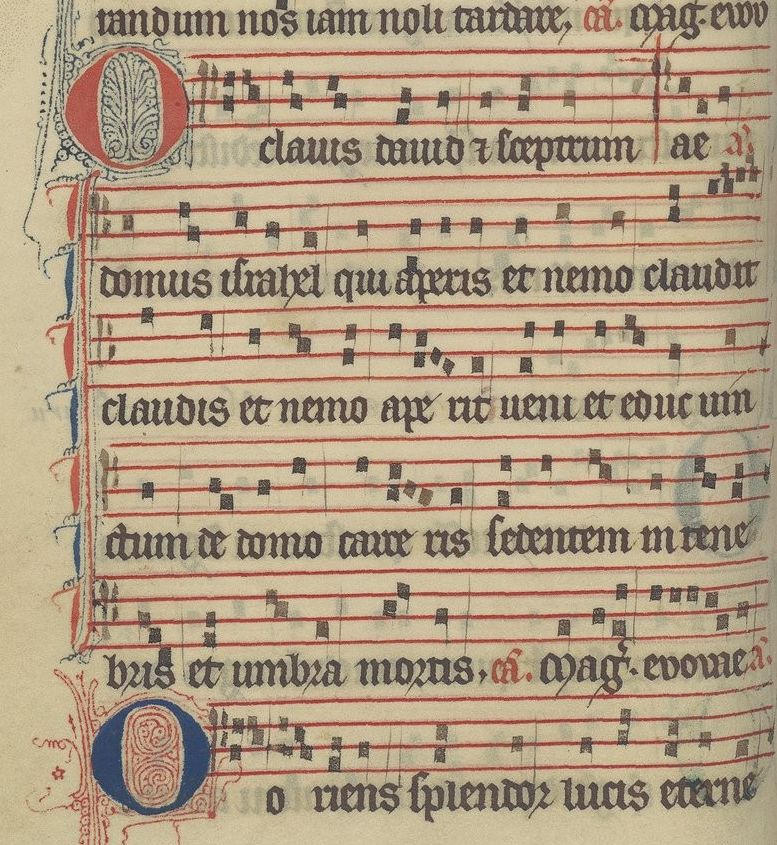
Antiphonaire dominicain

L'antienne ô Clavis David (Ô Clef de la cité de David ... venez, faites sortir du cachot le prisonnier établi dans les ténèbres et la nuit de la mort) ainsi que cinq autres (ad redimendum, liberandum, salvandum nos ) correspondaient à la mission des Trinitaires de la rédemption des captifs c'est-à-dire le rachat et la délivrance des prisonniers en pays d'Islam.